# Liste von DOS-Kommandozeilenbefehlen
Dies ist eine Liste von Kommandozeilenbefehlen, deren Befehlssatz auf dem von PC-kompatiblen DOS-Betriebssystemen aufbaut.
Der Befehlssatz hat seinen Ursprung im von Tim Paterson entwickelten „Disketten-Betriebssystem“ (englisch Disk Operating System) 86-DOS, welches von Microsoft aufgekauft und als MS-DOS vermarktet wurde. Es wurde auch von IBM eingesetzt und in großen Teilen identisch als PC DOS vertrieben. Für OS/2 und Windows NT übernahm Microsoft große Teile des MS-DOS-Befehlssatzes, weshalb diese in dieser Liste aufgeführt sind. Nicht enthalten sind Netzwerkbefehle wie NET oder PING, oder Befehle, für die Zusatzkomponenten installiert werden müssen.

## Legende
| Logo | Betriebssystem |
| ---- | --- |
|      | 86-DOS-Kommando |
|      | Kommando, in PC-kompatiblen DOS-Versionen mitgeliefert (neben MS-DOS, PC DOS/IBM DOS: z. B. DR-DOS, FreeDOS etc.)                          |
|      | DOS-Kommando in PC DOS bzw. IBM DOS (in MS-DOS nicht enthalten)                                                                            |
|      | MS-DOS-Kommando (in PC DOS nicht enthalten)                                                                                                |
|      | Kommando von DR DOS oder Novell DOS (nicht in MS-DOS oder PC DOS enthalten)                                                                |
|      | Kommando von FreeDOS (nicht in MS-DOS oder PC DOS enthalten)                                                                               |
|      | OS/2-Kommando |
|      | Kommando in Windows 9x (Windows 95 bis ME, 32-Bit-Kommando)                                                                                |
|      | Kommandos auf der Eingabeaufforderung von Windows NT; in der Virtual DOS Machine (NTVDM) ablaufende Kommandos sind 16-Bit-MS-DOS-Programme |

Befehle, die groß geschrieben sind, haben ihren Ursprung in DOS oder in OS/2, kleingeschriebene Befehle in Windows NT beziehungsweise Windows 95.

## Liste

### @
@  
Unterdrückt die Ausgabe des Befehls in einer Stapelverarbeitungsdatei
Syntax: @command
Internes Kommando seit DOS 3.3, internes Kommando in Windows NT

### A
ACALC 
Berechnet mathematische Ausdrücke.
Syntax: ACALC Ausdruck
Externes Kommando seit PC DOS 7
aclconv 
Stellt OS/2 HPFS-ACLs in NTFS-Laufwerken wieder her.
Syntax: aclconv [parameter]
Externes Kommando in Windows NT 3.5
ANSI   
Schaltet die Verarbeitung von ANSI-Steuerungszeichen ein oder aus.
Syntax: ANSI [ON|OFF]
Kommando in OS/2
APPEND 
Erlaubt das Öffnen von Datendateien in den angegebenen Verzeichnissen, als würde es sich um das aktuelle Verzeichnis handeln.
Syntax: APPEND verzeichnis[;...] oder APPEND ;
Externes Kommando seit DOS 3.3, externes Kommando in Windows NT (NTVDM)
ASSIGN  
Neuzuweisung eines Laufwerksbuchstabens.
Syntax: ASSIGN [laufwerk: neueslaufwerk:]
Externes Kommando von DOS 2.0 bis DOS 5.0, in MS-DOS 6.x auf der Zusatzdiskette enthalten, externes Kommando in Windows NT
at 
Wiederkehrende Tasks konfigurieren.
Syntax: at [parameter] kommando
Externes Kommando in Windows NT
ATTRIB   
Setzt oder entfernt Dateiattribute (Schreibgeschützt, Versteckt, System und Archiv).
Syntax: ATTRIB datei [parameter]
Externes Kommando seit DOS 3.0, Kommando in OS/2, externes Kommando in Windows NT

### B
BACKUP  
Sichert Dateien, Verzeichnisse oder Datenträger auf einen Datenträger.
Syntax: BACKUP quelle ziellaufwerk: [parameter]
Externes Kommando von DOS 2.0 bis DOS 5.0, Kommando in OS/2, externes Kommando in Windows NT (NTVDM)
BASIC 
Macht das ROM-BASIC von IBM PCs unter DOS nutzbar (als BASIC-Interpreter).
Syntax: BASIC datei
Externes Kommando seit PC DOS 1.0
BASICA 
Macht das ROM-BASIC von IBM PCs unter DOS nutzbar (als BASIC-Interpreter); GW-BASIC, das auch auf IBM-PC-kompatiblen Rechnern ohne ROM-BASIC funktioniert, ist dazu voll kompatibel.
Syntax: BASICA datei
Externes Kommando seit PC DOS 1.0
BOOT 
Bootet den Computer unter DOS bzw. OS/2 neu.
Syntax: BOOT [/DOS|/OS2]
Kommando in OS/2
BREAK  
Ermöglicht eine Unterbrechung von Zugriffen auf Laufwerke mit Strg+C oder Strg+PAUSE. Wird kein Parameter angegeben, so wird die aktuelle Einstellung angezeigt.
Syntax: BREAK [ON|OFF]
Internes Kommando seit DOS 2.0, internes Kommando in Windows NT

### C
cacls 
Zeigt sogenannte Zugriffssteuerungslisten (englisch Access Control Lists) für Dateien und Ordner an oder ändert diese.
Syntax: cacls ordner [parameter]
Externes Kommando in Windows NT ab NT 3.5; Per Windows 10 deprecated, abgelöst durch icacls.
CALL  
Ruft eine Stapelverarbeitungsdatei innerhalb einer anderen Stapelverarbeitungsdatei auf.
Syntax: CALL stapelverarbeitungsdatei [parameter]
Internes Kommando seit DOS 3.3, internes Kommando in Windows NT
CD / CHDIR   
Wechselt in das angeführte Verzeichnis (engl. change directory), die Pfadangabe darf relativ sein. cd ohne Verzeichnis zeigt das aktuelle Verzeichnis an.
Syntax: CD [verzeichnis]
Internes Kommando seit DOS 2.0, Kommando in OS/2, internes Kommando in Windows NT
CHCP   
Lädt eine Zeichensatztabelle (engl. change codetable). Wenn nur der Befehl angegeben wird, wird die aktuelle Tabellennummer angezeigt (z. B.: 850).
Syntax: CHCP [codepage]
Internes Kommando seit DOS 3.3, Kommando in OS/2, in Windows NT nur im Vollbildmodus
CHKDSK    
Prüft ein Laufwerk oder eine Datei und zeigt einen Bericht an.
Syntax: CHKDSK [datei] [parameter]
Externes Kommando seit 86-DOS, Kommando in OS/2, externes Kommando in Windows NT
CHOICE  
Auswahl und Auswertung von Tasteneingaben, z. B. J/N, das Resultat wird als ERRORLEVEL gespeichert.
Syntax: CHOICE [parameter] [text]
Externes Kommando seit DOS 6.0, externes Kommando in Windows NT
CLEAR 
Formatiert ein Laufwerk.
Syntax: CLEAR
Internes Kommando in 86-DOS, ersetzt durch FORMAT in DOS 1.0
CLS   
Leert den Bildschirm (engl. clear screen).
Syntax: CLS
Internes Kommando seit DOS 2.0, Kommando in OS/2, internes Kommando in Windows NT
cmd  
Ruft eine neue Instanz des Kommandozeileninterpreters cmd.exe auf
Syntax: cmd [parameter]
Kommando in OS/2, externes Kommando in Windows NT
COMMAND  
Ruft eine neue Instanz des Kommandozeileninterpreters COMMAND.COM auf
Syntax: COMMAND [parameter]
Externes Kommando seit 86-DOS
COMP   
Vergleicht zwei oder mehrere Dateien.
Syntax: COMP datei1|dateien1 datei2
Externes Kommando seit DOS 1.0, Kommando in OS/2, externes Kommando in Windows NT
convert 
Konvertiert ein FAT16-, FAT32- oder ein HPFS-Laufwerk in ein NTFS-Laufwerk.
Syntax: convert laufwerk /FS:NTFS [parameter]
Externes Kommando in Windows NT
COPY    
Kopiert Dateien. Wird kein Ziel angegeben, so ist das aktuelle Verzeichnis das Ziel.
Syntax: COPY quelle [ziel]
Internes Kommando seit 86-DOS, Kommando in OS/2, internes Kommando in Windows NT
CREATEDD 
Erzeugt eine Dump-Diskette.
Syntax: CREATEDD
Kommando in OS/2
CTTY 
Ändert die Ein- bzw. Ausgabe auf ein anderes Gerät.
Syntax: CTTY gerät
Internes Kommando seit DOS 2.0

### D
DATE   
Ändert oder zeigt das aktuelle Datum der Echtzeituhr, das vor dem Betriebssystemstart vom BIOS im CMOS-RAM vorgehalten wird.
Syntax: DATE [datum]
Externes Kommando in DOS 1.0, internes Kommando seit DOS 1.1, Kommando in OS/2, internes Kommando in Windows NT
DBLSPACE 
Festplattenkomprimierer
Syntax: DBLSPACE [parameter]
Externes Kommando in MS-DOS 6.0 bis 6.2 (in 6.22 durch DRVSPACE ersetzt)
DDINSTALL 
Installiert einen Gerätetreiber von der Kommandozeile aus
Syntax: DDINSTALL
Kommando in OS/2
DEBUG  
Systemprogramm zur Fehlersuche
Syntax: DEBUG [datei [parameter]]
Externes Kommando seit 86-DOS, externes Kommando in Windows NT (NTVDM)
DEFRAG 
Defragmentiert ein Laufwerk
Syntax: DEFRAG [laufwerk:]
Externes Kommando seit MS-DOS 6.0, externes Kommando in Windows NT seit Windows XP
DEL / ERASE / ERA    
Löscht Dateien (engl. delete).
Syntax: DEL filename
Internes Kommando seit DOS 1.1 (DEL), internes Kommando seit 86-DOS (ERASE), internes Kommando in DR-DOS (ERA), Kommando in OS/2 (DEL und ERASE), internes Kommando in Windows NT (DEL und ERASE)
DELOLDOS 
Löscht eine ältere DOS-Installation
Syntax: DELOLDOS
Externes Kommando von MS-DOS 5.0 bis 6.22
DELTREE 
Löscht ein Verzeichnis und dessen Inhalt, wie XDEL von DR DOS.
Syntax: DELTREE verzeichnis
Externes Kommando seit MS-DOS 6.0
DETACH 
Führt das Kommando im Hintergrund in einer separaten Sitzung
Syntax: DETACH kommando
Kommando in OS/2
DEVLOAD 
Lädt einen Gerätetreiber nach dem Systemstart.
Syntax: DEVLOAD GERÄTETREIBER
Kommando in FreeDOS und DR-DOS ab Version 7.0. Für PC DOS siehe DYNALOAD.
DIR   
Zeigt Dateien im gegenwärtigen oder einem angegebenen Verzeichnis.
Syntax: DIR [verzeichnis]
Internes Kommando seit 86-DOS, Kommando in OS/2, internes Kommando in Windows NT
DISKCOMP   
Vergleicht zwei Disketten
Syntax: DISKCOMP laufwerk1: [laufwerk2:]
Externes Kommando seit DOS 1.0, Kommando in OS/2, externes Kommando in Windows NT
DISKCOPY   
Kopiert eine Diskette.
Syntax: DISKCOPY laufwerk1: [laufwerk2:]
Externes Kommando seit DOS 1.0, Kommando in OS/2, externes Kommando in Windows NT
diskperf  
Startet oder stoppt den Datenträgerperformance-Counter
Syntax: diskperf [parameter]
Externes Kommando in Windows NT
DOSKEY  
Hilfsprogramm, das alle während einer Sitzung eingegebenen Befehle speichert.
Syntax: DOSKEY [parameter]
Externes Kommando seit DOS 5.0, externes Kommando in Windows NT
DOSSHELL 
MS-DOS-Dateimanager.
Syntax: DOSSHELL
Externes Kommando seit DOS 4.0
DRVLOCK 
Blockiert ein Laufwerk oder ein Socket, damit das Medium nicht mehr entfernt werden kann.
Syntax: DRVLOCK [laufwerk:|socket:] [/ON|OFF]
Externes Kommando seit PC DOS 5.02
DRVSPACE 
Festplattenkomprimierer
Syntax: DRVSPACE [parameter]
Externes Kommando in MS-DOS 6.22 (in 6.0 bis 6.2 DBLSPACE)
DYNALOAD 
Lädt einen Gerätetreiber nach dem Systemstart.
Syntax: DYNALOAD gerätetreiberdatei [parameter]
Externes Kommando seit PC DOS 7. Für FreeDOS und DR-DOS siehe DEVLOAD.

### E
E 
Startet den PC DOS Editor
Syntax: E [datei]
Externes Kommando seit PC DOS 6.1
EAUTIL 
Verwaltet erweiterte OS/2-Attribute
Syntax: EAUTIL datendatei holdatei [parameter]
Kommando in OS/2
EDIT 
Startet den MS-DOS Editor
Syntax: EDIT [datei]
Externes Kommando seit MS-DOS 5.0, externes Kommando in Windows NT (NTVDM)
EDLIN  
Startet den Zeileneditor.
Syntax: EDLIN datei
Externes Kommando seit 86-DOS, externes Kommando in Windows NT (NTVDM)
ECHO  
Befehl, der Text ausgibt, z. B. echo Text. Der spezielle Befehl echo off kommt oft in Batch-Dateien vor und blendet die Anzeige der verwendeten Befehle aus.
Syntax: ECHO [ON|OFF] oder ECHO nachricht
Internes Kommando seit DOS 2.0, internes Kommando in Windows NT
EJECT 
Wirft ein Medium von einem Laufwerk aus
Syntax: EJECT laufwerk:
Externes Kommando seit PC DOS 5.02
EMM386 
Schaltet EMM386-Support ein oder aus (Bedingung ist, dass der Gerätetreiber EMM386.EXE durch CONFIG.SYS geladen ist).
Syntax: EMM386 [ON|OFF|AUTO]
Externes Kommando seit DOS 5.0
endlocal 
Hebt setlocal auf.
Syntax: endlocal
Internes Kommando in Windows NT
EXE2BIN 
Konvertiert eine .EXE-Datei in eine binäre Datei
Syntax: EXE2BIN exe-datei ausgabedatei
Externes Kommando seit DOS 1.1, externes Kommando in Windows NT (NTVDM)
EXIT   
Schließt den aktuellen Befehlsinterpreter (Eingabeaufforderung) und kehrt ins aktuell laufende Programm zurück (funktioniert nur, wenn es sich nicht um den beim Start geladenen Interpreter handelt). In Windows entspricht das dem Schließen des DOS-Fensters.
Syntax: EXIT
Internes Kommando seit DOS 2.0, Kommando in OS/2, internes Kommando in Windows NT
EXPAND  
Expandiert eine komprimierte Datei
Syntax: EXPAND quelldatei zieldatei
Externes Kommando seit MS-DOS 5.0, externes Kommando in Windows NT

### F
FASTHELP 
Schnelle Hilfe für MS-DOS-Befehle
Syntax: FASTHELP kommando
Externes Kommando von MS-DOS 6.0 bis 6.22
FASTOPEN 
Senkt den Zeitverbrauch zum Öffnen von häufig genutzten Dateien und Verzeichnissen.
Syntax: FASTOPEN laufwerk:[parameter]
Externes Kommando von DOS 3.3 bis 6.3, externes Kommando in Windows NT (NTVDM)
FC  
Vergleicht zwei Dateien.
Syntax: FC datei1 datei2
Externes Kommando seit DOS 3.3, externes Kommando in Windows NT
FDISK  
Ruft ein Hilfsprogramm zur Partitionierung von Festplatten auf.
Syntax: FDISK [/status|/mbr]
Externes Kommando seit DOS 2.0, Kommando in OS/2
FIND   
Durchsucht Texte nach einer Zeichenkette.
Syntax: FIND "text" datei
Externes Kommando seit DOS 2.0, Kommando in OS/2, externes Kommando in Windows NT
findstr 
Sucht in einer Datei nach einer Zeichenkette, ähnlich wie FIND, mit erweiterten Parametern.
Syntax: findstr [parameter] string datei(en)
Kommando in Windows NT
FOR  
Führt einen spezifischen Befehl für jede Datei einer Dateiliste.
Syntax: FOR %variable IN (dateiliste) DO kommando [kommandoparameter]
Internes Kommando seit DOS 2.0, internes Kommando in Windows NT
FORMAT   
Formatiert ein Laufwerk.
Syntax: FORMAT laufwerk: [parameter]
Externes Kommando seit DOS 1.0, ersetzt das interne Kommando CLEAR in 86-DOS, Kommando in OS/2, externes Kommando in Windows NT

### G
GOTO  
Springe zu einer Zeilensprungmarke in einer Stapelverarbeitungsdatei
Syntax: GOTO marke
Internes Kommando seit DOS 2.0, internes Kommando in Windows NT
GOSUB 
Ruft eine Sprungmarke innerhalb der Batch-Datei als Unterroutine auf mit der Möglichkeit per RETURN Anweisung zur aufrufenden Zeile wieder zurückzukehren. Anders als der GOTO Befehl erlaubt dies eine saubere Programmierung anstatt Spaghetticode. 
Syntax: GOSUB marke
Internes Kommando seit DR-DOS 6.0
GRAFTABL 
Erlaubt DOS, alternative Zeichensätze zu laden
Syntax: GRAFTABL [zeichensatz]
Externes Kommando seit DOS 3.0, externes Kommando in Windows NT (NTVDM)
GRAPHICS 
Lädt ein Programm, welches Grafiken ausdrucken kann.
Syntax: GRAPHICS druckertyp druckerinformationen [parameter]
Externes Kommando seit DOS 2.0, externes Kommando in Windows NT (NTVDM)
GWBASIC 
Der BASIC-Interpreter für DOS von Microsoft
Syntax: GWBASIC [parameter]
Wenn vorhanden: Externes Kommando; GW-BASIC wurde von Erstausrüstern für ihre IBM-kompatiblen PCs teils in OEM-MS-DOS als Ersatz für BASICA des IBM PC mitgeliefert (anfangs auch oft als BASICA aufrufbar), um zum IBM PC und PC DOS voll kompatibel zu sein. GW-BASIC wurde auch direkt von Microsoft an Endkunden verkauft; in MS-DOS 5.0 wurde es durch (das teilweise kompatible) QBASIC ersetzt

### H
HELP   
Zeigt einen Hilfetext zu den einzelnen Befehlen an. OS/2 zusätzlich: schaltet die kontextabhängige Hilfe ein und aus (Hilfe zum gerade eingetippten Command wird gezeigt)
Syntax: HELP [thema] bzw. unter OS/2 HELP [ON|OFF|thema]
Externes Kommando seit DOS 5.0, Kommando in OS/2, externes Kommando in Windows NT

### I
icacls 
Zeigt sogenannte Zugriffssteuerungslisten (englisch Access Control Lists) für Dateien und Ordner an oder ändert diese.
Syntax: cacls ordner [parameter]
Externes Kommando in Windows NT ab Server 2003; Löste cacls ab.
IF  
Führe einen bedingten Sprung in einer Stapelverarbeitungsdatei aus
Syntax: IF [NOT] [text1==text2|EXIST datei|ERRORLEVEL nummer] kommando 
Internes Kommando seit DOS 2.0, internes Kommando in Windows NT
INTERLNK 
Zeigt den Status von Interlink-Geräten. Dazu muss INTERLNK.EXE in CONFIG.SYS geladen sein.
Syntax: INTERLNK [client=[server]]
Externes Kommando in MS-DOS 6.0 bis MS-DOS 7.1
INTERSVR 
Bietet Unterstützung für die serielle und parallele Daten- und Druckübertragung durch umgeleitete Geräte
Syntax: INTERSVR [parameter]
Externes Kommando seit Externes Kommando in MS-DOS 6.0 bis MS-DOS 7.1

### J
JOIN 
Spiegelt ein Laufwerk in einem Verzeichnis eines anderen Laufwerks.
Syntax: JOIN [quelllaufwerk: ziellaufwerk:[zielverzeichnis]]
Externes Kommando in DOS 3.1 bis DOS 5.0

### K
KEYB   
Erlaubt die Umstellung des Tastaturlayouts (engl. keyboard). Mit dem Parameter GR kann beispielsweise auf die deutsche Tastatur, mit SG auf die deutschschweizerische Tastatur umgestellt werden.
Syntax: KEYB [code]
Externes Kommando seit DOS 3.3, ersetzt KEYBFR, KEYBGR, KEYBIT, KEYBSP und KEYBUK in DOS 3.0 bis 3.2, Kommando in OS/2, externes Kommando in Windows NT
KEYBFR 
Stellt das Tastaturlayout auf die französische Tastatur um.
Syntax: KEYBFR
Externes Kommando in DOS 3.0 bis 3.2, ersetzt durch KEYB in DOS 3.3
KEYBGR 
Stellt das Tastaturlayout auf die deutsche Tastatur um.
Syntax: KEYBGR
Externes Kommando in DOS 3.0 bis 3.2, ersetzt durch KEYB in DOS 3.3
KEYBIT 
Stellt das Tastaturlayout auf die italienische Tastatur um.
Syntax: KEYBIT
Externes Kommando in DOS 3.0 bis 3.2, ersetzt durch KEYB in DOS 3.3
KEYBSP 
Stellt das Tastaturlayout auf die spanische Tastatur um.
Syntax: KEYBSP
Externes Kommando in DOS 3.0 bis 3.2, ersetzt durch KEYB in DOS 3.3
KEYBUK 
Stellt das Tastaturlayout auf die britische Tastatur um.
Syntax: KEYBUK
Externes Kommando in DOS 3.0 bis 3.2, ersetzt durch KEYB in DOS 3.3
KEYS 
Erhalten und wiederverwenden von vorher eingetippten Kommandos ein-/ausschalten.
Syntax: KEYS [ON|OFF|LIST]
Kommando in OS/2

### L
LABEL  
Bezeichnen eines Datenträgers
Syntax: LABEL [laufwerk:] [datenträgername]
Externes Kommando seit DOS 3.0, Kommando in OS/2, externes Kommando in Windows NT
LINK  
Linker (wird u. a. von Compilern externer Programmiersprachen, darunter BASIC, vorausgesetzt)
Syntax: LINK 
Kommando seit PC DOS 1.0, auch in MS-DOS enthalten. Mit Erscheinen von IBM DOS 5.0 und MS-DOS 5.0 wurde das Kommando sowohl in MS-DOS als auch PC DOS entfernt.
LOADFIX 
Lädt ein Programm oberhalb der ersten 64 KB des Speichers und startet das Programm.
Syntax: LOADFIX datei
Externes Kommando seit DOS 5.0, externes Kommando in Windows NT (NTVDM)
LOADHIGH / LH 
Lädt ein Programm in den hohen Speicherbereich (UMB), kann mit lh abgekürzt werden.
Syntax: LOADHIGH [dateiname]
Internes Kommando seit DOS 5.0, internes Kommando in Windows NT (NTVDM)
lfnfor 
Schaltet die Unterstützung langer Dateinamen (LFN) für den FOR-Befehl ein und aus.
Syntax: lfnfor [on|off]
Internes Kommando von Windows 9x
lock 
Sperrt einen Datenträger exklusiv für eine Anwendung.
Syntax: LOCK [laufwerk:]
Internes Kommando von Windows 9x

### M
MAKEINI 
Neuerzeugung von OS/2-Startkonfigurationsdateien (OS2.INI bzw. OS2SYS.INI)
Syntax: MAKEINI [OS2.INI|OS2SYS.INI]
Kommando in OS/2
MD / MKDIR   
Erstellt ein Verzeichnis (engl. make directory).
Syntax: MD verzeichnis
Internes Kommando seit DOS 2.0, Kommando in OS/2, internes Kommando in Windows NT
MEM 
Zeigt die Größe des belegten und noch freien Arbeitsspeichers im System an (engl. memory).
Syntax: MEM [parameter]
Externes Kommando seit DOS 4.0, externes Kommando in Windows NT (NTVDM)
MEMMAKER 
Speicherverwaltung zur automatischen Konfiguration von CONFIG.SYS- und AUTOEXEC.BAT-Dateien.
Syntax: MEMMAKER [parameter]
Externes Kommando in MS-DOS 6.0 bis MS-DOS 7.01
MIRROR 
Speichert Informationen zu einem oder mehreren Laufwerken
Syntax: MIRROR [laufwerk:]
Externes Kommando seit MS-DOS 5.0
MODE   
Konfiguration von Systemgeräten.
Syntax: MODE [gerät] [parameter]
Externes Kommando seit DOS 1.0, Kommando in OS/2, externes Kommando in Windows NT
MORE   
Gibt den Inhalt der angegebenen Datei oder der Standardeingabe seitenweise aus. Bsp.: type readme.txt | more
Syntax: MORE < datei oder kommando | MORE
Externes Kommando seit DOS 2.0, Kommando in OS/2, externes Kommando in Windows NT
MOVE   
Verschiebt Dateien bzw. benennt ein Verzeichnis um.
Syntax: MOVE [dateiname|pfadname] zielort
Externes Kommando seit DOS 6.0, Kommando in OS/2
MSAV 
Antivirus-Programm
Syntax: MSAV
Externes Kommando in MS-DOS 6.0 bis MS-DOS 6.22
MSBACKUP 
Backup-Programm, ersetzt BACKUP und RESTORE
Syntax: MSBACKUP
Externes Kommando in MS-DOS 6.0 bis MS-DOS 7.01
MSCDEX
Lädt die CD-ROM-Unterstützung.
Syntax: MSCDEX /D:driver [parameter]
Externes Kommando seit DOS 6.0
MSD 
Systeminformationen darstellen
Syntax: MSD
Externes Kommando in MS-DOS 6.0 bis MS-DOS 7.01

### N
NLSFUNC 
Lädt länderspezifische Informationen.
Syntax: NLSFUNC [informationsdatei]
Externes Kommando seit DOS 3.3, externes Kommando in Windows NT (NTVDM)
ntcmdprompt 
Definiert, dass der Windows-NT-Kommandozeileninterpreter cmd.exe anstelle von COMMAND.COM, nachdem ein TSR-Programm geladen worden ist oder wenn eine MS-DOS-Anwendung den Kommandozeileninterpreter aufruft, gestartet werden soll.
Syntax: ntcmdprompt
Externes Kommando in Windows NT

### P
PATCH 
Spielt einen von IBM gelieferten Patch ein.
Syntax: PATCH dateiname [/A]
Kommando in OS/2
PATH  
Gibt über die Umgebungsvariablen PATH den Suchpfad aus beziehungsweise weist ihn neu zu. Dieser enthält eine Liste von Verzeichnissen, in denen nach eingegebenen Befehlen (bzw. Programmen) gesucht wird, wenn diesen kein Pfad explizit vorangestellt wurde. Z. B. erlaubt Path=C:\DOS, von jedem Verzeichnis aus Programme im Verzeichnis C:\DOS ohne vollständiger Pfadangabe aufzurufen.
Syntax: PATH verzeichnis[;...] oder PATH ;
Internes Kommando seit DOS 2.0, internes Kommando in Windows NT
PAUSE   
Pausiert eine Stapelverarbeitung solange, bis der Benutzer eine Taste gedrückt hat.
Syntax: PAUSE
Internes Kommando seit 86-DOS, internes Kommando in Windows NT
popd 
Wechselt in den von pushd in den Stack gespeicherten Ordner.
Syntax: pushd
Internes Kommando in Windows NT
POWER 
Energiemanager zur Minimierung der Prozessorlast, indem der IDLE-Status verwendet wird. Dazu muss POWER.EXE in CONFIG.SYS geladen werden.
Syntax: POWER [ADV[:MAX|REG|MIN]|STD|OFF]
Externes Kommando in MS-DOS 6.0 bis 6.22
PRINT   
Drucken einer Datei.
Syntax: PRINT [parameter] datei
Externes Kommando seit DOS 2.0, Kommando in OS/2, externes Kommando in Windows NT
PROMPT   
Befehl, um die Anzeige der Kommandozeile zu verändern. Bei frühen DOS-Versionen lautete die Standardeinstellung $N$G (zeige nur aktuelles Laufwerk) und musste nach jedem Start des Computers mit prompt $P$G konfiguriert werden, um die ständige Anzeige des aktuellen Unterverzeichnisses einzuschalten.
Syntax: PROMPT [text]
Internes Kommando seit DOS 2.0, Kommando in OS/2, internes Kommando in Windows NT
PSTAT 
Listet Prozesse, Threads usw. auf
Syntax: PSTAT [Parameter]
Kommando in OS/2
pushd 
Speichert den aktuellen Ordner in den Stack, mit popd wird in diesen Ordner gewechselt.
Syntax: pushd
Internes Kommando in Windows NT

### Q
QBASIC 
Startet Microsoft QBasic
Syntax: QBASIC [parameter]
Externes Kommando seit MS-DOS 5.0, externes Kommando in Windows NT (NTVDM)
QCONFIG 
Systeminformationen darstellen.
Syntax: QCONFIG [parameter]
Externes Kommando seit PC DOS 6.1

### R
RD / RMDIR   
Löscht ein leeres Verzeichnis (engl. remove directory).
Syntax: RD verzeichnis
Internes Kommando seit DOS 2.0, Kommando in OS/2, internes Kommando in Windows NT
RECOVER   
Versucht, Informationen aus einer beschädigten oder defekten Diskette hervorzuholen (in Windows NT: nur Dateien werden unterstützt).
Syntax: RECOVER datei|laufwerk:
Externes Kommando von DOS 2.0 bis 5.0, Kommando in OS/2, externes Kommando in Windows NT
REM   
Ermöglicht Kommentare (engl. remark) in Batch-Dateien, der Rest der Zeile wird ignoriert.
Syntax: REM [kommentar]
Internes Kommando seit DOS 1.0, Kommando in OS/2, internes Kommando in Windows NT
REN / RENAME    
Umbenennung einer Datei.
Syntax: REN [von] [nach]
Internes Kommando seit 86-DOS (RENAME), internes Kommando seit DOS 1.1 (REN), Kommando in OS/2, internes Kommando in Windows NT
REPLACE   
Ersetzt Dateien.
Syntax: REPLACE quelldatei zielort [parameter]
Externes Kommando seit DOS 3.2, Kommando in OS/2, externes Kommando in Windows NT
RESTORE   
Stellt ein mit BACKUP gesichertes Backup wieder her.
Syntax: RESTORE laufwerk1: laufwerk2:[zielort]
Externes Kommando seit DOS 2.0, Kommando in OS/2, externes Kommando in Windows NT bis NT 4
RETURN 
Erlaubt einer mit der GOSUB oder SWITCH Anweisung aufgerufene Unterroutine wieder zur aufrufenden Zeile innerhalb der Batch-Datei zurückzukehren. Anders als der GOTO Befehl erlaubt dies eine saubere Programmierung und vermeidet Spaghetticode. 
Syntax: RETURN
Internes Kommando seit DR-DOS 6.0
REXX 
Startet ein REXX-Programm.
Syntax: REXX datei [parameter]
Externes Kommando seit PC DOS 7
REXXDUMP 
Gibt Variablen einer aktiven REXX-Prozedur aus
Syntax: REXXDUMP
Externes Kommando seit PC DOS 7
RMVIEW 
Zeigt Informationen über Systemressourcen (Gerätetreiber, Speicherbereiche, Hardware usw.)
Syntax: RMVIEW [parameter]
Kommando in OS/2

### S
SCANDISK 
Überprüft einen Datenträger auf Fehler.
Syntax: SCANDISK [laufwerk:] [parameter]
Externes Kommando seit MS-DOS 6.2
SELECT 
Formatiert einen Datenträger, installiert die Systemdateien darauf und konfiguriert die Ländereinstellungen.
Syntax: SELECT quelllaufwerk: ziellaufwerk: landescode tastaturcode
Externes Kommando von DOS 3.0 bis 4.0 (in der Zusatzdiskette noch bis MS-DOS 6.22 enthalten)
SET  
Gibt die Umgebungsvariablen aus oder weist der angegebenen einen neuen Wert zu.
Syntax: SET [variable=[text]]
Internes Kommando seit DOS 2.0, internes Kommando in Windows NT
SETBOOT 
Verwaltung des OS/2-Bootmanagers
Syntax: SETBOOT [parameter]
Kommando in OS/2
setlocal 
Definiert, dass Umgebungsvariablen ab jetzt nur lokal gespeichert werden. Mit endlocal wird es aufgehoben.
Syntax: setlocal
Internes Kommando in Windows NT
SETVER  
Gaukelt einem Programm eine andere DOS-Version vor. Dazu muss SETVER.EXE in CONFIG.SYS geladen sein.
Syntax: SETVER [parameter]
Externes Kommando seit DOS 5.0, externes Kommando in Windows NT (NTVDM)
SHARE 
Installiert Filesharing und File-Locking auf einer Festplatte
Syntax: SHARE [parameter]
Externes Kommando seit DOS 3.0, externes Kommando in Windows NT (NTVDM)
SHIFT  
Ändert die Position der Variablen in einer Stapelverarbeitungsdatei
Syntax: SHIFT
Internes Kommando seit DOS 2.0, internes Kommando in Windows NT
SIZER 
Wird nur von MEMMAKER benutzt
Syntax: SIZER [command]
Externes Kommando in MS-DOS 6.0 bis MS-DOS 7.01
SMARTDRV 
Startet und verwaltet das Festplattencache-Programm.
Syntax: SMARTDRV laufwerk [parameter]
Externes Kommando seit MS-DOS 6.0
SORT   
Gibt eine Eingabe sortiert aus.
Syntax: SORT < datei oder kommando | SORT
Externes Kommando seit DOS 2.0, Kommando in OS/2, externes Kommando in Windows NT
SPOOL 
Leitet Druckerausgaben um.
Syntax: SPOOL [/D:gerät1] [/O:gerät2]
Kommando in OS/2
start   
Startet ein OS/2- oder Windows-Programm in einem neuen Fenster.
Syntax: start [Parameter] [Programm oder Dateiname]
Kommando in OS/2; internes Kommando ab Windows 95 (anfänglich über die aus Windows 3.11 geerbte start.exe) und ab Windows NT (als Befehl über die mitgelieferte cmd.exe)
SUBST  
Weist einem Verzeichnis einen eigenen Laufwerksbuchstaben zu.
Syntax: SUBST [laufwerk1: laufwerk2:[verzeichnis]]
Externes Kommando seit DOS 3.1, externes Kommando in Windows NT
SYS  
Installiert die DOS-Startdateien und den Befehlsinterpreter auf dem angegebenen Laufwerk, macht das Laufwerk startfähig.
Syntax: SYS [quelllaufwerk:] ziellaufwerk:
Externes Kommando seit 86-DOS
SYSLEVEL 
Zeigt den aktuellen OS/2-Service-Level an.
Syntax: SYSLEVEL
Kommando in OS/2
SYSLOG 
Systemlog anzeigen oder ausdrucken.
Syntax: SYSLOG [parameter]
Kommando in OS/2

### T
TIME   
Gibt die Systemzeit aus bzw. ändert diese.
Syntax: TIME [zeit]
Externes Kommando in DOS 1.0, internes Kommando seit DOS 1.1, Kommando in OS/2, internes Kommando in Windows NT
title 
Setzt den Titel des Konsolenfensters des cmd.exe.
Syntax: title text
Internes Kommando in Windows NT
TREE  
Zeigt die Verzeichnisstruktur ab Verzeichnis an. Wenn man kein Verzeichnis angibt, wird ab dem aktuellen angezeigt.
Syntax: TREE [verzeichnis]
Externes Kommando seit DOS 2.0, externes Kommando in Windows NT
TRUENAME 
Zeigt den gültigen Dateinamen, sowie den expandierten Pfad an, also auch den ursprünglichen Pfad bei umgeleiteten Pfaden (z. B. durch SUBST oder Netzlaufwerke). TRUENAME verkürzt überlange Dateinamen nach der 8.3-Konvention, wandelt Klein- in Großbuchstaben um (siehe Case sensitivity), löst auch den Joker * zu mehreren ? (z. B. *.ASM zu ????????.ASM) auf sowie ..- und .-Einträge aus dem eingegebenen Pfad. Wird TRUENAME ohne Parameter angegeben bezieht es sich nur auf den aktuellen Pfad.
Syntax: TRUENAME datei
Undokumentiertes internes Kommando seit DOS 4.0
TYPE    
Gibt den Inhalt einer Datei aus. Verkettet man den Befehl mit dem Programm more (das seine Eingabe seitenweise ausgibt), pausiert die Anzeige, wenn der Bildschirm voll ist. Der entsprechende Befehl lautet type <Dateiname> | more.
Syntax: TYPE datei
Internes Kommando seit 86-DOS, Kommando in OS/2, internes Kommando in Windows NT

### U
UNDELETE  
Stellt eine mit DEL gelöschte Datei wieder her.
Syntax: UNDELETE datei [parameter]
Externes Kommando seit DOS 5.0, Kommando in OS/2
UNFORMAT 
Stellt eine mit FORMAT formatiertes Laufwerk wieder her
Syntax: UNFORMAT laufwerk: [parameter]
Externes Kommando seit MS-DOS 5.0
unlock 
Hebt den LOCK für den angegebenen Datenträger auf.
Syntax: UNLOCK [laufwerk:]
Internes Kommando von Windows 9x
UNPACK 
Dekomprimiert Dateien aus OS/2-Installationsdisketten
Syntax: UNPACK datei zielort [parameter]
Kommando in OS/2

### V
VER   
Ausgabe der verwendeten Betriebssystem-Version.
Syntax: VER
Internes Kommando seit DOS 2.0, externes Kommando in DOS 8.0, Kommando in OS/2, internes Kommando in Windows NT
VERIFY   
Schaltet das Überprüfen von geschriebenen Daten ein (engl. on) oder aus (engl. off). Standardeinstellung ist off. Ohne Parameter wird die aktuelle Einstellung angezeigt.
Syntax: VERIFY [ON|OFF]
Internes Kommando seit DOS 2.0, Kommando in OS/2, internes Kommando in Windows NT
VIEW 
Zeigt Inhalte eines Online-Handbuchs an.
Syntax: VIEW datei thema
Kommando in OS/2
VSAFE 
On-Access-Virenscanner im Zusammenhang mit MSAV.
Syntax: VSAFE
Internes Kommando in MS-DOS 6.0 bis 6.22
VOL   
Zeigt den Namen und die Seriennummer (sofern vorhanden) des angegebenen oder des aktuellen Datenträgers an.
Syntax: VOL [laufwerk:]
Internes Kommando seit DOS 2.0, Kommando in OS/2, internes Kommando in Windows NT

### X
XCOPY   
Weiterentwicklung des COPY-Kommandos mit mehr Optionen.
Syntax: XCOPY quelldatei|quellverzeichnis|quelllaufwerk [ziel]
Externes Kommando seit DOS 3.2, Kommando in OS/2, externes Kommando in Windows NT
xcopy32 
Weiterentwicklung des XCOPY-Kommandos, welche auch versteckte und Systemdateien kopiert.
Syntax: XCOPY32 quelldatei|quellverzeichnis|quelllaufwerk [ziel]
Externes Kommando von Windows 9x
XDEL 
Weiterentwicklung des DEL-Kommandos mit mehr Optionen, u. a. rekursives Löschen. Vergleichbar mit DELTREE von MS-DOS 6.0.
Syntax: XDEL verzeichnis
Externes Kommando seit DR DOS 3.41